# 永丘昭典
永丘昭典（日语：／ Nagaoka Akinori，1954年1月1日—），日本男性動畫演出家、動畫導演。出身於長崎縣。

## 來歷
1974年20歲時加入Studio Junio。1982年，執導了《怪博士與機器娃娃：“吼唷唷！”宇宙大冒險》。負責《麵包超人：亮晶晶星的眼淚》、《安妮的日記》等作品。

## 參加作品

### 電視動畫
1975年
- 一休和尚（製作進行）
- 山林小獵人 (1974年版)（演出）

1977年
- 元祖天才傻鵬（日语：元祖天才バカボン）（演出）

1978年
- 新·網球甜心（演出）

1979年
- 新·巨人之星II（演出）
- 凡爾賽玫瑰（演出）

1980年
- 大白鲸（演出）
- 太陽的使者 鐵人28號（演出）
- 黑暗帝王 吸血鬼德古拉（日语：闇の帝王 吸血鬼ドラキュラ）（演出助手）

1981年
- 加油元氣（日语：がんばれ元気）（演出）
- 怪博士與機器娃娃 (1981年版)（演出）

1982年
- 怪博士與機器娃娃 企鵝村英雄傳說（演出）
- 心跳今夜（首席導演）

1983年
- 伊賀野河馬丸（演出）

1984年
- Gu-Gu甘莫（日语：Gu-Guガンモ）（演出）
- 高帽子的梅莫兒（演出）

1985年
- 鄰家女孩（演出）

1986年
- 七龍珠（分鏡）
- Bug甜心（日语：Bugってハニー）（首席導演）

1988年
- 麵包超人（1988年—，首席導演→導演[2]、分鏡、演出）

1989年
- YAWARA！（分鏡）

1998年
- （導演）
- 鄰家女孩 Miss Lonely Yesterday 在那之後的你…（導演）

2000年
- 向陽之樹（分鏡）

2001年
- 鄰家女孩 CROSS ROAD ～風之速～（導演）

2007年
- 鐵子之旅（日语：鉄子の旅）（導演、分鏡）

### 電影動畫
1979年
- 劇場版 加油!! 田淵!!（日语：がんばれ!!タブチくん!!#アニメ映画）（分鏡）

1980年
- 加油!! 田淵!! 第2彈：激戰錦旗賽（日语：がんばれ!!タブチくん!!#がんばれ!! タブチくん!! 第2弾 激闘ペナントレース）（分鏡）

1982年
- 怪博士與機器娃娃：“吼唷唷！”宇宙大冒險（日语：Dr.SLUMP ほよよ! 宇宙大冒険）（導演）

1985年
- 劇場版 Gu-Gu甘莫（日语：Gu-Guガンモ）（導演）

1986年
- 鄰家女孩：沒有背號的王牌投手（分鏡）

1987年
- 鄰家女孩3：在你離開之後（導演）
- Bug甜心：Megarom少女舞4622（日语：Bugってハニー）（導演）

1989年
- 麵包超人：亮晶晶星的眼淚（日语：それいけ!アンパンマン キラキラ星の涙）（導演）

1990年
- 麵包超人：細菌人大反攻（日语：それいけ!アンパンマン ばいきんまんの逆襲）（導演）

1991年
- 麵包超人：飛呀！飛呀！小小龍（日语：それいけ!アンパンマン とべ! とべ! ちびごん）（導演）

1992年
- 麵包超人：積木城的秘密（日语：それいけ!アンパンマン つみき城のひみつ）（導演）

1993年
- 麵包超人：恐龍諾西歷險記（日语：それいけ!アンパンマン 恐竜ノッシーの大冒険）（導演）

1994年
- 麵包超人：莉莉卡與魔幻魔法學校（日语：それいけ!アンパンマン リリカル☆マジカルまほうの学校）（導演）

1995年
- 安妮的日記（導演）

1996年
- 麵包超人：飛行繪本與玻璃鞋（日语：それいけ!アンパンマン 空とぶ絵本とガラスの靴）（導演）

1998年
- 麵包超人：將雙手舉向太陽（日语：それいけ!アンパンマン てのひらを太陽に）（導演）

2000年
- 麵包超人：人魚公主的眼淚（日语：それいけ!アンパンマン 人魚姫のなみだ）（導演）

2008年
- 麵包超人：妖精琳琳的秘密（導演）

### OVA
1988年
- （導演）
- 瑪丹娜 炎之老師（日语：マドンナ (漫画)）（導演）

1989年
- 瑪丹娜2 愛與青春的Kick Off（導演）

1990年
- 羅德斯島戰記（總導演）

1994年
- 七都市物語 ～北極海戰線～（日语：七都市物語）（總導演）